# 相良頼房
相良 頼房（さがら よりふさ）は、安土桃山時代から江戸時代前期にかけての大名。相良氏の第20代当主で、肥後人吉藩の初代藩主。頼房は初名で、晩年である元和2年に長毎（ながつね）と改名したので、先祖と同名の相良 長毎が実名であるが、区別のために当記事名は頼房としている。また、父の義陽も初名は頼房であった。

## 生涯

### 家督相続
天正2年（1574年）5月4日、相良義陽の次男・長寿丸として生まれた。生母は相良氏初代・長頼の六男・頼員の孫である頼元を祖とする支流豊永氏の出であった。義陽の代より相良氏は（宿敵であった）島津氏の支配下にあった。
天正9年（1581年）に響野原の戦いで父・義陽が戦死すると、10歳の兄の亀千代が家督を継ぎ、家臣の深水宗方と犬童休矣がこれを輔佐することになった。両人は協議してこの難局を切り抜けるために義陽の他の一子を島津義久に人質として出すことで家の安泰を図ろうと考え、井口八幡神社で籤をして8歳の長寿丸が吉を得た。亀千代は元服して四郎太郎、長寿丸は元服して四郎次郎という通称を名乗り、義久に四郎次郎が人質として薩摩に入ることを願い出ると、義久は喜び、改めて四郎太郎に島津家先祖の忠の字を偏諱として与え、忠房と名乗らせた。
翌年、四郎次郎は兄より頼房の名を賜り、人質として薩摩国出水に送られた。しかし天正13年（1585年）2月、忠房が急逝したため、弟の藤千代（長誠）と人質を代わって、12歳で家督を継承した。

以後も島津氏に従うが、大友氏攻め従軍が命じられ、8月10日、島津義弘の配下として、家臣の深水宗方、犬童休矣と頼兄親子が若い主君に代わって球磨の兵を率いた。御船で（大友側の）阿蘇勢と戦った後、10月、日向道から豊後国に侵攻する島津義久・島津義弘の軍勢に加わった。天正14年（1586年）1月、高森城攻囲戦に参加。この戦いで深水宗方は一子の深水摂津介を失った。球磨勢は隈府城に駐屯し、島津勢が肥後国を席巻するのを助けた。さらに筑後・筑前への攻撃にも球磨勢は加わった。

### 九州征伐
天正15年（1587年）には島津氏はほぼ九州を平定したが、豊臣秀吉の九州征伐が動き出して一気に情勢が変わった。犬童休矣は伊集院三河守と共に豊後の萱迫城（かけさこじょう）にいたが、3月18日に阿蘇の坂梨城に退却した。深水宗方は伊集院忠棟と共に同じく豊後の切禿城にいたが、葦北に退却。島津勢の総崩れとなって薩摩に撤退する中で、球磨勢も人吉に撤退した。
豊臣秀長が耳川を渡って山田有信の守る高城を包囲すると、島津義久・島津義弘は救援に赴くことになり、頼房も犬童休矣を従えて出陣し、日向国で合流した。他方、4月15日に秀吉が八代に入ったことを聞いた深水宗方は、すでに戦利なしとして、相良長誠を奉じて八代に赴き、秀吉の陣所に伺候して所領の安堵を切に哀願した。秀吉は深水宗方に同情し、所領安堵を許した。深水宗方はすぐに使者を日向に送った。頼房は17日にこれを知ってすぐに陣払いをしたので、寸前で根白坂の戦いに参加しなかったが、球磨の士の何人かはこれを潔しとせずにそのまま島津義弘の家臣となった。
4月23日、佐敷に入った秀吉の元に馳せ参じ、頼房は深水宗方と犬童休矣をつれて拝謁した。以後、秀吉に仕えることになり、豊臣側に寝返って球磨勢も薩摩に侵攻した。九州平定後、大平寺の秀吉陣所には、深水宗方が名代として勤めていたが、彼が連歌の達人であることを推薦する者があって、秀吉の前で歌を詠み、その外征の意をすでに知っていたかと喜ばれ、大坂に来て直臣になるようにと言われるほど大変気に入られた。深水宗方はこれを固辞するが、秀吉の彼への高評価が相良家にとって大いに利益となった。

### 豊臣政権時代
天正15年（1587年）、頼房は宮内大輔を名乗るようになった。新たに肥後領主となった佐々成政の統治に国人衆が反発して肥後国人一揆が起こると、秀吉は島津義弘と伊集院忠棟に一揆鎮圧の助成するよう命じたが、成政はこれを疑い、乱に乗じて自分を攻め殺そうするものと勘違いして、頼房に檄を飛ばし、義弘らの入国を阻むよう要請した。頼房はこれに従って佐敷で防戦。伊集院忠棟がすぐにこれを注進したため、秀吉は激怒した。深水宗方が急ぎ大坂に赴いて、秀吉に陳謝して行き違いを説明し、島津氏と和解すべく働いたので、肥後国人衆が尽く罰せられる中にあっても、相良家は何とか処罰を免れた。しかし功臣・深水宗方も天正18年（1590年）に亡くなった。
天正20年（1592年）2月1日、頼房は青井阿蘇神社に参詣して目前に迫った外征祈願をし、そこで深水頼蔵と犬童頼兄（軍七）に相良姓を与え、頼蔵を自らの軍師に頼兄をその補佐役と定めた。両名は不仲であり、陣中で不和を起さぬように誓書を交わさせた。しかし名護屋城在陣中に両名は諍いを起こし、深水頼蔵は国許に帰ってしまった。竹下監物（深水一族）がこれを諭したので、結局、頼蔵は出征することになった。
文禄元年（1592年）、文禄の役が始まると、頼房は深水頼蔵や犬童頼兄と共に760余人（他説では800人）を率いて出征して、加藤清正配下の二番隊に属した。
ところが遠征中、国許では騒動が起きていた。竹下監物の一族の1人が出征拒否を理由に領地を没収されたのを、監物は犬童一族の陰謀と思い、湯前城に立て籠もり、犬童氏を滅ぼそうと檄を飛ばすという事態に発展していた。領国の乱は朝鮮にいた頼房の耳にも届き、深水頼蔵を疑って責めたが、彼は知らぬと言い、関与を否定した。文禄3年（1594年）8月15日、頼房は朝鮮より家臣を派遣して監物に切腹を命じた。上意に誰も逆らえず、監物とその二子、郎党ら数名が腹を切って事は収まったが、この騒動は長く相良藩の禍根となった。
頼房は、文禄4年（1595年）に犬童頼兄を先に帰国させて休矣と共に領国の鎮撫を命じた。慶長元年（1596年）に帰国した際、途中まで同行した深水頼蔵は（暗殺を恐れて）加藤清正の元に出奔し、実父の深水織部も同じく出奔した。頼兄はその妻子を軟禁したので、竹下監物の旧臣ら数十名が湯前から人吉にきて奪還を図り、再び騒動となった。奪還は諌止されたが、関係のない町家で殺傷事件が起こされた。頼蔵は加藤家領の佐敷に入り、それを追って深水一族から出奔者が相次いだが、これを犬童頼兄は監視させ、頼房の命をうけて73名を一挙に誅殺した。これは私闘を禁じた秀吉の惣無事令の明確な違反であり、頼蔵が清正を通じて訴え出たため、奉行である石田三成が頼蔵と頼兄を呼び寄せて吟味することになった。しかし頼兄は弁が立つ上に、石田三成は加藤清正に敵意があり、頼兄に一方的に味方した。
慶長の役が始まると、再び頼房は出征して加藤清正の配下となり、特に安辺城の防戦と、蔚山城の戦いで功を挙げ、秀吉から感状を与えられた。頼房は戦利品として朝鮮人捕虜を数十名連れ帰ったが、彼らを住まわせた場所が唐人町（現在の人吉市七日町）で、その中の陶工が開いた窯が、上村焼窯（現あさぎり町内）である。

### 関ヶ原から江戸時代
慶長4年（1599年）1月、後陽成天皇より従五位下・左衛門佐に叙された。また、豊臣姓を下賜された。この年の6月、秋月種実の娘を妻とした。伊集院忠棟が伏見で誅殺されて、薩摩で庄内の乱が起こると、徳川家康の命令で頼房も鎮圧側で出陣した。また、相良藩でも似たような事件があり、かつて兄・忠房が相続した時、相良頼貞を擁した上村長陸が朝鮮の役の最中に謀叛を企てたという容疑で、瑞祥寺門外でこれを斬った。
慶長5年（1600年）の関ヶ原の戦いでは、初めは石田三成の檄に従い、頼房は犬童頼兄を従えて上京。西軍に加わって伏見城の戦いなどに参加し、相良家臣・神瀬九兵衛は先登の功をあげた。しかし他方で、頼兄は、家康家臣の井伊直政と内通して謀議を進めていた。大垣城籠城中の9月15日、関ヶ原本戦で西軍が壊滅すると、頼房は犬童頼兄の策を実行に移し、同じく籠城していた秋月種長・高橋元種兄弟も東軍の水野勝成の工作で内応したこともあり、これと共同で東軍に寝返り、熊谷直盛、垣見一直、木村由信・木村豊統父子らを城内で謀殺し、東軍に降伏した。23日には大垣城守将の福原長堯も城を東軍に明け渡して投降した。福原を謀殺しその首を取ったのも相良の者という説もある。頼房と頼兄は不承不承に西軍についたと主張し、井伊に内通していたことから、家康に所領を安堵を許され、人吉藩2万石の初代藩主となった。犬童頼兄はこの頃より専断の徴候を見せ始め、家康の不興を買ったが、次第に藩政の実権を固めた。
この頃から、頼房は人吉城の改築を本格的に始めた。
慶長9年（1604年）6月、頼房は伏見にいた老母・了信尼を江戸に人質として差し出したが、これは西国の大名の母としては最初の江戸詰の例だったので、徳川秀忠は喜び、備前実長の刀を授け、老母にも終生月俸50口を与えた。
大坂の冬陣には出陣せず、夏の陣には一応出征したが、到着した時には戦闘はすでに終わっていた。
慶長12年（1617年）、頼房は嫡子・長寿丸を連れて駿府で家康に拝謁し、江戸でも秀忠に拝謁した。このとき長寿丸は頼尚と名を改めた。元和元年（1620年）、椎葉山騒動があって相良藩も鎮圧に参加したが、幕府軍の山中での戦いは難航。結局は、数百名が斬首され、椎葉村一帯が天領となるが、鎮圧の功績が秀忠に評価されて、その管理と実質的な支配は隣接する相良藩に任された。
寛永6年（1629年）、江戸にて名乗りを替えて左衛門佐を主に用いるようになった。寛永9年（1632年）、年老いた頼房は大垣城で裏切り殺した面々と石田三成の追善供養を頼兄に命じた。現在（相良藩菩提寺の）願成寺に石田三成らの供養墓があるのはこのためである。
寛永13年（1636年）6月13日に死去した。享年63。跡を長男の頼寛が継いだ。

## 島津家との関係
島津家とは元は敵対関係にあったが、豊臣政権時の和解以後の関係は良好で、島津家の当主・忠恒は、自身に男児が生まれないために相良領内の願成寺へ祈祷を願い、頼房も自身の家老である犬童頼兄の嫡子・相良頼安の正室に島津家久の娘を所望するなどしており、また慶長17年（1612年）3月9日には家久が人吉へ来訪し、頼房もそれを歓待するなど、両家の関係が比較的良好な様子が相良側の史料には記述されている。

## 系譜
父母
- 父：相良義陽（1544年 - 1581年）
- 母：了信尼（1550-1629） - 豊永長英の娘

妻子
- 正室：秋月種実の娘
  - 長男：相良頼寛（1601年 - 1667年）
  - 長女：鶴（阿鶴） - 上村左近室
  - 次女：萬（阿萬） - 家臣・相良頼章室
  - 次男：相良長秀、第23代相良頼福の実父